# Venezillo disjunctus
Venezillo disjunctus är en kräftdjursart som först beskrevs av Barnard 1932.  Venezillo disjunctus ingår i släktet Venezillo och familjen Armadillidae. Inga underarter finns listade i Catalogue of Life.